# Nizip
Nizip – miasto w Turcji w prowincji Gaziantep.
Według danych na rok 2000 miasto zamieszkiwało 71 629 osób.